# Ueno Riichi

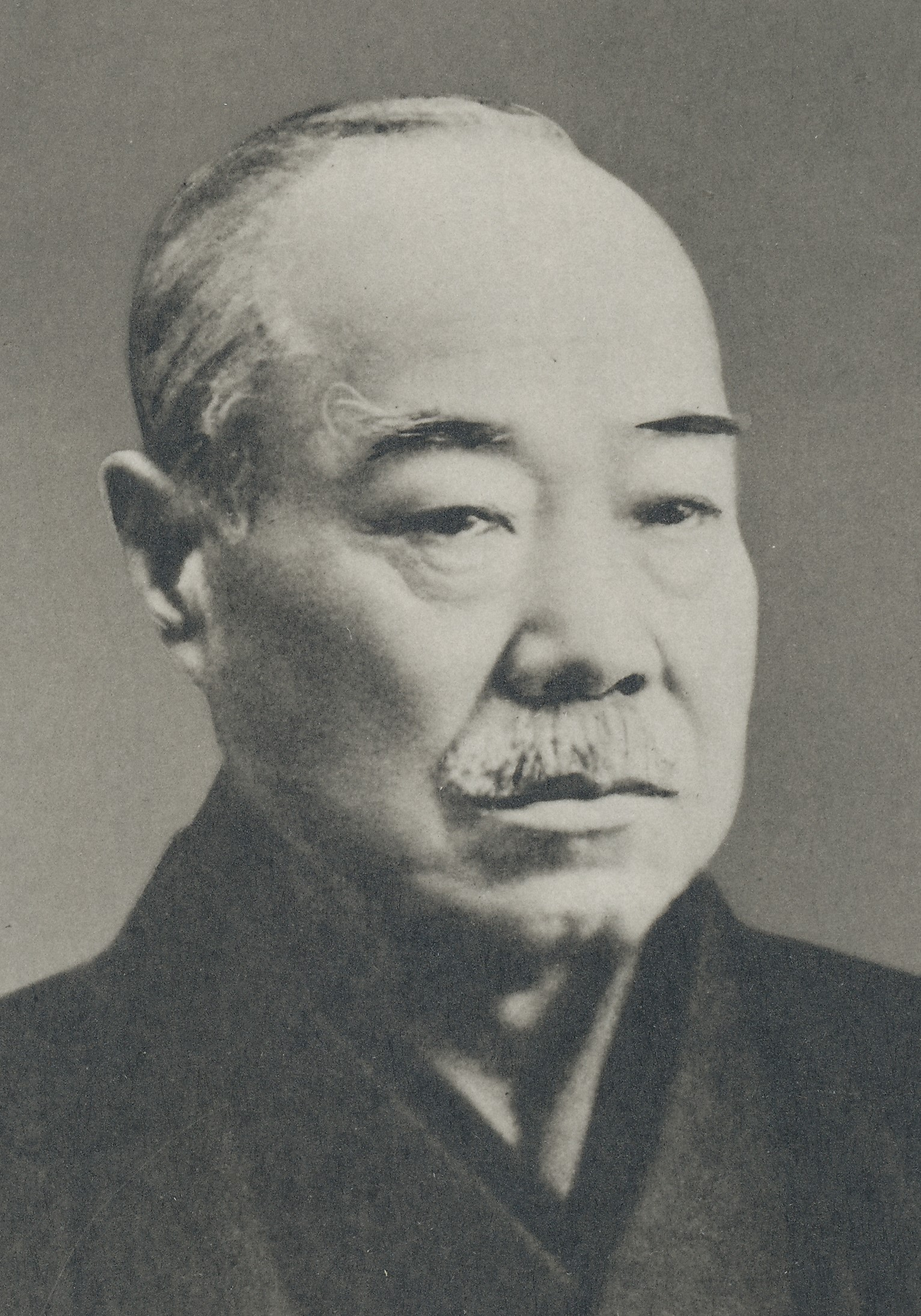
Ueno Riichi

Ueno Riichi (japanisch上野 理一, Go: Aritake (有竹); geboren 29. Oktober 1848 in Sasayama-Nishi in der Provinz Tamba; gestorben 31. Dezember 1919 in Osaka) war ein japanischer Zeitungsmanager in der Meiji- und Taishō-Zeit.

## Leben und Wirken
Ueno Riichi war der älteste Sohn von Ueno Yasubei (上野保兵衛), einem Geldwechsler, der ein Lieferant des Aoyama-Klans von Tamba, und seiner Frau Kaneko (兼子). Nach dem Bauernaufstand 1869 und dem plötzlichen Tod seines Vaters zog er um 1869 nach Kōbe und engagierte sich ab 1872 im Teehandel. 1877 beschäftigte Miyoshi Shigeomi (三好 重臣; 1840–1900), der Kommandant der Osaka-Garnison ihn als Hausverwalter. 1880 wurde er leitender Sekretär des Landkreises Kawanabe in der Präfektur Hyōgo, aber im selben Jahr warb ihn Hosomi Tadashi (細見 貞) für die Zeitung Asahi Shimbun an. 1881 beteiligte er sich als gemeinsamer Investor am Management und entwickelte seitdem mit Murayama Ryūhei (1850–1933) sowohl in Tokio, als auch in Osaka die Asahi Shimbun. 1908 kam es zur Fusion der Asahi Shimbun-Unternehmen in Tokio und Osaka, es entstand die Asahi Shimbun Limited Partnership Company. Danach wechselte er sich mit Murayama jährlich als Präsident ab.
Zu dieser Zeit setzte sich vor allem die Osaka Asahi Shimbun für die sogenannte Taishō-Demokratie ein. Als es 1918 zum sogenannten „Weißen-Regenbogen-Zwischenfall“, litt er zwar an einer Krankheit, übernahm jedoch anstelle von Murayama, der zurücktrat, das Amt des Präsidenten und arbeitete daran, die Situation durch ein Treffen mit dem kritisierten Premierminister Hara Takashi zu regeln. 1919 zog er sich aus dem Vorstand zurück, als die Asahi Shimbun in eine Aktiengesellschaft umgewandelt wurde. Er starb am Ende des Jahres.